# Apterøs
Apterøs er den anatomiske tilstand hos et dyr, der helt mangler nogen form for vinger. Et dyr med denne tilstand siges at være apterøs .
De fleste dyrearter tilhører og er fylogenetiske efterkommere af apterøse Taksoner. Disse grupper siges at være primært apterøse. Insekter, der primært er apterøse, hører til underklassen Apterygota.
Apterøse dyr, der tilhører eller er fylogenetiske efterkommere af vingede taxa, siges at være sekundært apterøse. 5% af den eksisterende Pterygota menes at være sekundært apterøs, inklusive hele ordrer, såsom lopper og Notoptera.